# N Seoul Tower
Der N Seoul Tower (englisch; koreanisch 엔서울타워 oder N서울타워) ist ein der Öffentlichkeit zugänglicher  Fernsehturm in der südkoreanischen Hauptstadt Seoul. Der 236,7 Meter hohe Turm steht auf dem Berg Namsan (243 m ü. N.N.). Deshalb nennen Koreaner den Turm häufig auch Namsan Tower (남산타워). 

## Allgemeines
Von Norden her führt eine Seilbahn vom Fuße an die Spitze des Berges an den Fuß des Turms. Der Turm verfügt über eine offene Terrasse, auf 133 Meter Höhe über ein Drehrestaurant, und zwei interne Aussichtsgalerien. Die obere Aussichtsplattform hat eine Höhe von 138 Meter. Am Fuße des Turms befindet sich ein Teddybärenmuseum und diverse Ausstellungen. Der Turm ist auf einem quaderförmigen Bau errichtet, ähnlich dem Tokyo Tower in Japan. Vor seinem Umbau im November 2005 hieß der Turm nur Seoul Tower. Der Turm und seine Aussichtsplattformen sind ein beliebtes Ziel für Liebespaare aus der ganzen Welt. Zahlreiche Liebesschlösser finden sich auf den Geländern.

## Technische Daten
- Baubeginn: Dezember 1969
- Einweihungsdatum: 30. Juli 1975
- Architekt: Jong Youl Chang
- Gesamtgewicht: 15.000 t
- Gesamtlänge der Antenne: 101 m
- Sitzplätze im Restaurant: 184

## Beleuchtung
Nach Sonnenuntergang erstrahlt der Turm in leuchtenden Farben und prägt somit das Stadtbild von Seoul. Das Farbschema korrespondiert mit der Feinstaubbelastung in der Stadt und warnt dadurch die Bürger der Stadt bei Überschreitung von Grenzwerten:
- Blau: 0–15 µg/m³ (gut)
- Grün: 16–50 µg/m³ (ok)
- Gelb: 51–100 µg/m³ (schlecht)
- Rot: über 100 µg/m³ (sehr schlecht)